# Olivierus przewalskii
Espèce
Synonymes
- Buthus caucasicus przewalskii Birula, 1897

Olivierus przewalskii est une espèce de scorpions de la famille des Buthidae.

## Distribution
Cette espèce se rencontre en Chine et en Mongolie,.

## Systématique et taxinomie
Cette espèce a été décrite sous le protonyme Buthus caucasicus przewalskii par Birula en 1897. Elle suit son espèce dans le genre Mesobuthus en 1950. Elle est élevée au rang d'espèce dans le genre Olivierus par Kovařík en 2019.

## Étymologie
Cette espèce est nommée en l'honneur de Nikolaï Prjevalski.

## Publication originale
- Birula, 1897 : « Miscellanea scorpiologica. II. Zur Synonymie der russischen Skorpione. (Fortsetzung). » Annuaire du Musée Zoologique de l´Académie Impériale des Sciences de Saint-Pétersbourg, vol. 2, p. 377-391 (texte intégral).